# Constitutioneel Hof (Sint Maarten)
Het Constitutioneel Hof van Sint Maarten is een gerecht in het land Sint Maarten. Het Hof toetst wettelijke regelingen die zijn bekrachtigd, maar nog niet in werking zijn getreden, op verenigbaarheid met de Staatsregeling. Een verzoek tot toetsing kan alleen door de Ombudsman van Sint Maarten gedaan worden. Door het aanhangig maken wordt de inwerkingtreding van de betreffende wet geschorst. Sint Maarten is het enige land binnen het Koninkrijk der Nederlanden dat beschikt over een constitutioneel hof.

## Rechters
Het Hof bestaat uit 3 rechters (en 3 plaatsvervangers) die worden benoemd voor een periode van 10 jaar, ze kunnen eenmaal worden herbenoemd. Rechters worden ontslagen en benoemd bij landsbesluit. De Raad van State van het Koninkrijk en het Gemeenschappelijk Hof van Justitie van Aruba, Curaçao, Sint Maarten en van Bonaire, Sint Eustatius en Saba doen beide een voordracht voor de benoeming van een lid en plaatsvervangend lid. Het derde lid en plaatsvervangend lid wordt benoemd na het Constitutioneel Hof gehoord te hebben.
Ingevolge het oorspronkelijke — vanaf 10 oktober 2010 geldende — artikel 6, tweede lid, van de Landsverordening Constitutioneel Hof werden rechters die de leeftijd van 70 jaar bereiken ontslagen. Omdat het in de praktijk niet eenvoudig was gebleken om geschikte vervangers te vinden voor wegens het bereiken van de maximumleeftijd uittredende leden is die leeftijd per 20 juli 2021 verhoogd naar 75 jaar. Op 12 augustus 2021 kon mr. Jan de Boer worden herbenoemd.
De huidige leden van het Hof zijn:
| Naam          | Benoeming  | Positie   | Hoofdpositie               |
| ------------- | ---------- | --------- | -------------------------- |
| Jacob Wit     | 2010       | President | Caribisch Hof van Justitie |
| Jan de Boer   | 12-08-2021 |           | Gemeenschappelijk Hof      |
| Ben Vermeulen | 2013       |           | Raad van State             |

Van 2010 tot 2013 was Pieter van Dijk vicepresident van het Constitutioneel Hof. Hij moest ontslag nemen omdat hij de leeftijd van 70 jaar had bereikt.

## Zaken
Het Hof is opgericht in 2010 toen Sint Maarten de status van "land" kreeg binnen het Koninkrijk der Nederlanden en heeft 2 zaken behandeld.

### Zaak 2013/1, Wetboek van Strafrecht[9]
In 2012 werd door de Staten een herziene versie van het Wetboek van Strafrecht aangenomen. De Ombudsman maakte vervolgens een zaak aanhangig bij het Constitutioneel Hof om te klagen over een aantal formele en materiële gebreken die er volgens hem bestonden. Het Hof deed op 8 november 2013 uitspraak in deze zaak. Het Hof begon met het uiteenzetten van een aantal beginselen over zijn eigen functioneren:
- Rechtsmacht en taakopvatting. Bij de toetsing beperkt het Hof zich tot de door de Ombudsman geformuleerde bezwaren tegen specifieke bepalingen. Het Hof kan, in een tussenuitspraak, bepalen dat bepalingen waartegen geen bezwaren zijn geformuleerd alsnog in werking treden gedurende de behandeling van de zaak.
- Rechterlijke terughoudendheid. Omdat het Hof de regeling ex ante en in abstracto toets zal het Hof als er nog geen uitvoeringsbesluiten zijn, terughoudend moeten zijn met zijn toetsingen. De Staatsregeling spreekt in art. 127 lid 2 over het feit dat het Hof een wettelijk regelingen alleen mag toetsen aan bepalingen in de Staatsregeling 'die zich daarvoor lenen'. Het criterium om dat te beoordelen is iets losser dan de rechtspraak van de Hoge Raad over 'een ieder verbindende bepaling'.
- Presumptie van grondwettigheid. Als een regeling op een manier kan worden uitgelegd die in overeenstemming is met de Staatsregeling, dan is de regeling ook in overeenstemming met de Staatsregeling. Het Hof heeft zeker bij een landsverordening ervan uit te gaan dat deze in overeenstemming is met de Staatsregeling, nu deze door de regering en Staten tezamen tot stand komt.
- Praktische en effectieve constitutionele toetsing. Het Hof dient binnen de grenzen van zijn bevoegdheid op praktische en effectieve wijze overeenstemming van wetgeving met de Staatsregeling te waarborgen.
- Concordantie. Grondrechten in de Staatsregeling zullen zoveel mogelijk EVRM-conform worden uitgelegd. Ook zal het Hof bij bepalingen die ontleend zijn aan de Nederlandse Grondwet, de uitleg van die Grondwetbepaling als inspiratiebron gebruiken.

De Ombudsman voerde zeven klachten aan tegen de nieuwe wet:
1. Bekrachtiging. De datum van de bekrachtiging van de wet is niet duidelijk. Er is namelijk niet genoteerd wanneer het contraseign door de minister van Justitie heeft plaatsgevonden. Hierdoor was het voor de Ombudsman moeilijk om vast te stellen wanneer de periode voor het indienen van klachten tegen de wet bij het Hof is gaan lopen. De Ombudsman heeft namelijk 6 weken de tijd om tegen een wet te klagen, de termijn gaat lopen na bekrachtiging. Deze klacht was gegrond.
2. Vernummering. De regering had zonder mandaat van de Staten de nummering van de artikelen aangepast. Deze klacht was gegrond, het kon echter makkelijk worden opgelost door alsnog een wet met terugwerkende kracht aan te laten nemen door de Staten.
3. Dierengevechten. De wet voorzag in een mogelijk om als culturele uiting dierengevechten na het verkrijgen van een vergunning toe te staan. Dit was volgens de Ombudsman in strijd met een bepaling uit de Staatsregeling over de bescherming van dieren. Omdat de overheid beleidsruimte had bij het verlenen van de vergunningen en dat in overeenstemming met de Staatsregeling kan gebeuren, is het niet in strijd met de constitutie.
4. Hoger strafmaximum voor bestelen toerist. Er was een bepaling in de wet die de diefstal ten opzichte van een toerist bedreigde met een hoger strafmaximum. Dit was volgens de Ombudsman in strijd met het gelijkheidsbeginsel. De klacht was volgens het Hof ongegrond.
5. Levenslange gevangenisstraf. De wet voorzag niet in een mogelijk om personen die de levenslange gevangenisstraf opgelegd hadden gekregen, vervroegd in vrijheid te stellen. Wel was er de Gratiewet, alleen bleek onvoldoende dat daar ook gebruik van gemaakt zou worden. Dit zorgde ervoor dat de levenslang gestraften geen uitzicht hadden op een mogelijke vrijlating. In lijn met de jurisprudentie van het EHRM over de levenslange gevangenisstraf werden de bepalingen waarin over levenslang werd gesproken vernietigd door het Hof.
6. Voorwaardelijke invrijheidstelling . Bij een dreigend cellentekort maken vreemdelingen met een straf van minder dan 5 jaar, eerder kans op voorwaardelijke invrijheidstelling. Dit is volgens het Hof in strijd met het gelijkheidsbeginsel.
7. Legalisering van prostitutie. Volgens de Ombudsman bracht de legalisering van prostitutie mogelijk mensenrechtenschendingen voor de prostituees met zich mee. Omdat hier internationaal onvoldoende consensus over bestaat en er de mogelijk van een deugdelijke vergunningstelsel is, werd de klacht ongegrond verklaard.

Uiteindelijk werden de klachten tegen de bekrachtiging en vernummering gegrond verklaard. De bepaling waarin gerefereerd werd aan de levenslange gevangenisstraf werden vernietigd, datzelfde gold voor de bepaling die onderscheid maakte tussen vreemdelingen en ingezetenen wat de voorwaardelijke invrijheidstelling betreft.

### Zaak 2015/1, Landsverordening Integriteitskamer[11]
Op 21 augustus 2015 had de Staten een landsverordening tot instellen van een Integriteitskamer aangenomen. De wet was er gekomen na druk vanuit Nederland en had als doel om onderzoek te doen naar schending van de integriteit door overheidspersonen.
De Ombudsman klaagde dat er bij de totstandkoming van de wet gebreken waren. Zo was de Raad van Advies niet gehoord na een ingrijpende wijziging in het wetsvoorstel. Volgens het Hof was deze klacht terecht voorgesteld. Omdat er met de Integriteitskamer een nieuwe institutie in het leven werd geroepen die nog niet bestond in het Koninkrijk was het belangrijk om de Raad van Advies te horen over grote veranderingen in de wet die zorgde voor oprichting van die institutie. Bij de uitspraak gaf het Hof ook enkele overwegingen die meegenomen zouden moeten worden bij het opnieuw schrijven van de wet. Vooral het gebrek aan bescherming van grondrechten moest in nieuwe wet worden opgeheven. Het Hof vernietigde uiteindelijk de Landsverordening.

## Voetnoten
1. ↑  Landsverordening Constitutioneel Hof (20 juli 2021). Gearchiveerd op 13 april 2023. Geraadpleegd op 13 april 2023.
2. ↑  Staatsregeling Sint Maarten (30 mei 2015). Gearchiveerd op 13 april 2023. Geraadpleegd op 13 april 2023.
3. 1 2  Landsverordening, van de 15e juli 2021 tot wijziging van (...) de Landsverordening Constitutioneel Hof (...) in verband met het verhogen van de leeftijdsgrens voor de leden (15 juli 2021). Gearchiveerd op 23 mei 2022. Geraadpleegd op 13 april 2023.
4. ↑  Zie de Memorie van Toelichting.[3]
5. ↑  "HOF | Beëdiging mr. Jan de Boer als lid van het Constitutioneel Hof van Sint Maarten", Knipselkrant Curaçao (KKC). Gearchiveerd op 3 april 2023. Geraadpleegd op 13 april 2023.
6. 1 2  Sint Maarten baanbrekend met Constitutioneel Hof. Wereldomroep (7 november 2010). Gearchiveerd op 2 januari 2017. Geraadpleegd op 19 januari 2018.
7. ↑  herbenoeming
8. 1 2  Landsbesluit 13/0822. Landscourant 2013, 24 (22 november 2013). Gearchiveerd op 15 september 2016. Geraadpleegd op 19 januari 2018.
9. ↑  Constitutioneel Hof Sint Maarten 8 november 2013, 2013/1, ECLI:NL:OCHM:2013:2, NJFS 2014/9. "eindbeslissing: Wetboek van Strafrecht. Partiële vernietiging. Abstracte constitutionele toetsing. Rechtsmacht en taakopvatting van Constitutioneel Hof. Rechterlijke terughoudendheid. Presumptie van grondwettigheid. Praktische en effectieve constitutionele toetsing. Concordantie. Bekrachtiging van landsverordening. Vernummering. Verplicht horen Raad van Advies. Ingrijpende wijziging. Dierengevechten. Hoger strafmaximum voor diefstal van toeristen. Levenslange gevangenisstraf. Periodieke rechterlijke toetsing. Gratiemogelijkheid. Voorwaardelijke invrijheidsstelling. Exploitatie prostitutie."
Constitutioneel Hof Sint Maarten 15 augustus 2013, 2013/1, ECLI:NL:OCHM:2013:3, NJFS 2014/9. "tussenbeslissing: Het Constitutioneel Hof stelt vragen. Levenslange gevangenisstraf. Periodieke rechterlijke toetsing. Gratiemogelijkheid."
10. ↑   Schutgens, Roel; Sillen, Joost, Constitutionele toetsing in de West (pdf.) 508-514. Nederlands Juristenblad (28 februari 2014). Gearchiveerd op 1 januari 2017. Geraadpleegd op 19 januari 2018.
11. ↑  Constitutioneel Hof Sint Maarten 7 juli 2016, 2015/1, ECLI:NL:OCHM:2016:1. "Landsverordening Integriteitskamer. Vernietiging. Bevoegdheden Integriteitskamer. Niet wederom horen van Raad van Advies. Ingrijpende wijziging. Bevoegdheid tot vernietiging van Constitutioneel Hof. Wezenlijke gebreken en grote onduidelijkheden in Landsverordening Integriteitskamer. Horen onder ede. Verschoningsrechten. Aangifteplicht. Samenloop bestuursrecht en strafrecht. Binnentredings-, onderzoeks- en medenemingsbevoegdheden. Commissie van Toezicht."
12. ↑  (en) Constitutional Court strikes down Integrity Chamber Law. The Daily Herald (8 juli 2016). Gearchiveerd op 1 januari 2017. Geraadpleegd op 13 april 2023.

## Verwijzingen
- (en) Ombudsman Sint Maarten. Gearchiveerd op 13 april 2023. Geraadpleegd op 13 april 2023.

- Constitutioneel Hof Sint Maarten 'een bijzomder geval'. Dossier Koninkrijksrelaties. Geraadpleegd op 13 april 2023.

- (en) Government of Sint Maarten. Geraadpleegd op 13 april 2023.

- Linthorst, E.M., Philipsen, Stefan Wit, J.C.  (2017). De tweede uitspraak van het Constitutioneel Hof Sint Maarten; Over de toetsing van formele gebreken. Caribisch Juristenblad  (6): 207-214. DOI:10.5553/CJB/221132662017006003001.